# Horní mlýn (Býšť)
Horní mlýn v Býšti v okrese Pardubice je vodní mlýn, který stojí v severní části obce na Býšťském potoce. Je chráněn jako nemovitá kulturní památka České republiky.

## Historie
Mlýn je zakreslen na mapě Císařských povinných otisků z roku 1840. Kdo mlýn stavěl, přesně není zaznamenáno. Jisto však je ze starých urbářů (soupisy, poddanského pozemkového majetku), že postaven byl na pozemku obecním. Prvním majitelem od 4. dubna 1788 byl Hein Johanes Heys, mlýn převzal za 1000 zlatých. Poté v různých časových obdobích následovala řada změn vlastníků mlýna. Posledním v pořadí 17. mlynářem byl Václav Růžička, rodák z Chlumčan, okres Louny, mlýn zdědil po své otci Janu Růžičkovi, který jej v roce 1912 zakoupil na inzerát. Mlynářská živnost byla zrušena v roce 1950.

## Popis
Jednopatrová obytná a mlýnská budova se sedlovou střechou stojí na obdélném půdorysu. Přízemí domu je zděné; obytná část je postavena z omítaného lomového kamene, mlýnice z pískovcových opracovaných kvádrů. Z trámů roubené první patro má cihlami obezděný zadní díl mlýnice.
Zdi jsou opatřené vápennými nátěry, patro v průčelí obytné části je obloženo půlkuláči na roubení a zbytek patra je roubený v kožichu. Oba štíty jsou kryty prostým bedněním.
Voda na vodní kolo vedla náhonem z rybníka. Původní umístění horního vodního kola je patrné z otisků na kvádrovém pískovcovém zdivu mlýnice. Podle situování koryta původního náhonu bylo pravděpodobně před zaústěním do potoka protékajícího areálem mlýna. Mlýnská technologie se nedochovala.